# Byvattentjärnen
Byvattentjärnen är en sjö i Strömsunds kommun i Jämtland och ingår i Ångermanälvens huvudavrinningsområde. Sjön har en area på 0,148 kvadratkilometer och ligger 443,3 meter över havet. Sjön avvattnas av vattendraget Byvattenån.

## Delavrinningsområde
Byvattentjärnen ingår i det delavrinningsområde (712198-145846) som SMHI kallar för Utloppet av Byvattentjärnen. Medelhöjden är 474 meter över havet och ytan är 1,25 kvadratkilometer. Räknas de 15 avrinningsområdena uppströms in blir den ackumulerade arean 34,49 kvadratkilometer. Byvattenån som avvattnar avrinningsområdet har biflödesordning 4, vilket innebär att vattnet flödar genom totalt 4 vattendrag innan det når havet efter 268 kilometer. Avrinningsområdet består mestadels av skog (88 procent). Avrinningsområdet har 0,15 kvadratkilometer vattenytor vilket ger det en sjöprocent på 11,8 procent.